# 林憲玉
林 憲玉（いん ほんおく）は、日本で研究する韓国人の工学者である。専門はロボット工学、制御工学、知能機械工学、メカトロニクス。ヒューマノイドロボット等の人間共存型ロボットの研究。元神奈川大学工学部長。神奈川大学副学長。

## 経歴
韓国に生まれる。2000年早稲田大学理工学部助手、2000年神奈川工科大学助教授を経て、2006年神奈川大学工学部教授。神奈川大学工学部長に就任。

## 研究
- ヒューマノイドロボットの研究[2]
- ドローン（無人航空機）フライングロボット）の研究開発 - ドローン（2011年頃、フライングロボットと当時呼んでいる）研究はパイオニア的であった。
- 人間に怪我をさせないロボットシステムの研究開発
- 管内検査移動ロボットの研究開発
- タブレット・スマートフォンを利用した移動ロボット遠隔システムの構築
- 物体認識に関する研究

等

## 著作・文献
- 『新版ロボット工学ハンドブック』日本ロボット学会編、コロナ社 2005年